# Sclerobelemnon gravieri
Sclerobelemnon gravieri är en korallart som beskrevs av Sydney John Hickson 1916. Sclerobelemnon gravieri ingår i släktet Sclerobelemnon och familjen Kophobelemnidae. Inga underarter finns listade i Catalogue of Life.